# Schloss Bruchsal

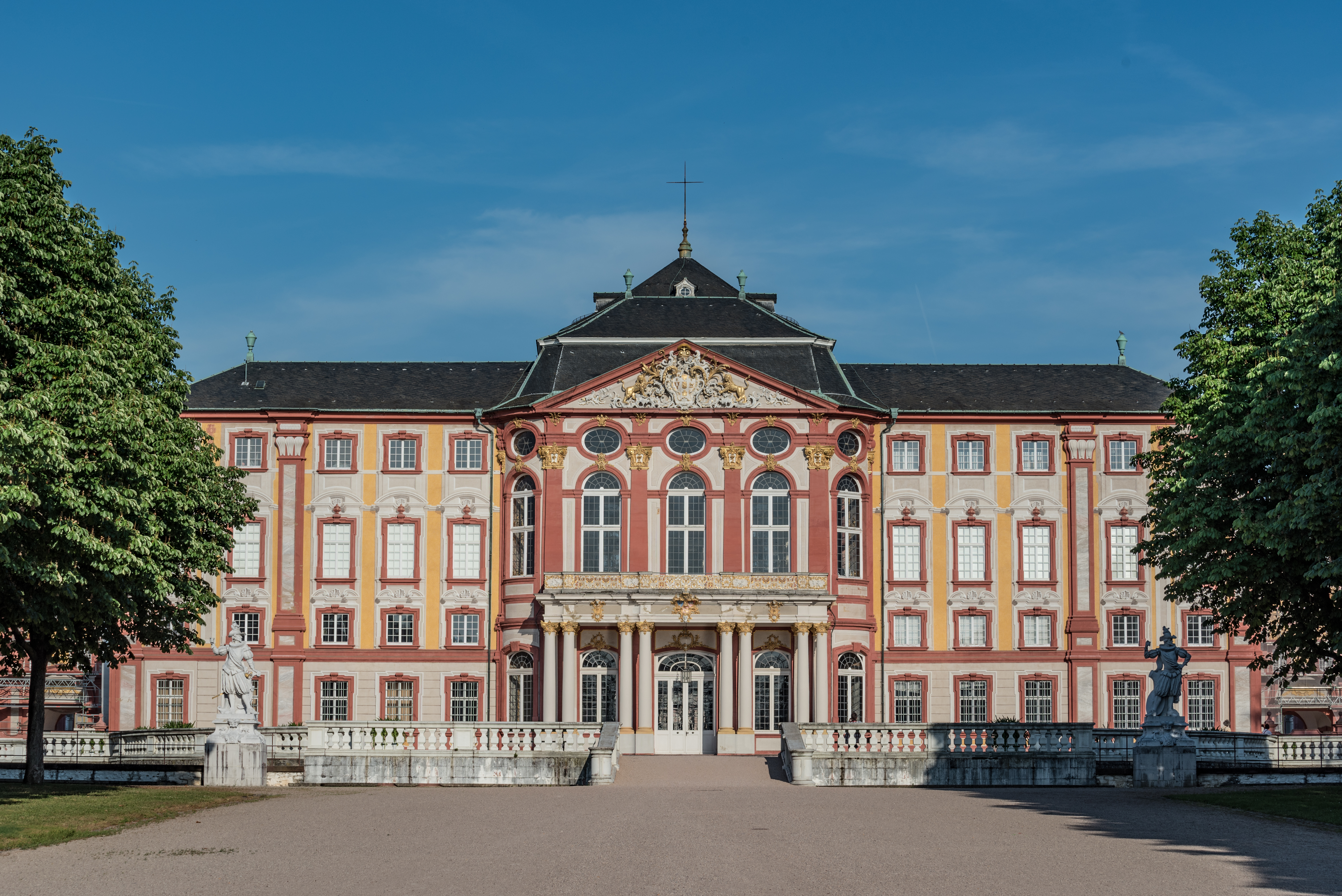
Schloss Bruchsal, Gartenseite

Schloss Bruchsal ist eine ehemalige Residenz der Fürstbischöfe von Speyer in der baden-württembergischen Stadt Bruchsal. Die barocke Dreiflügelanlage wurde ab 1722 im Auftrag von Damian Hugo von Schönborn nach Entwürfen von Maximilian von Welsch und Balthasar Neumann erbaut. Hervorzuheben sind das Treppenhaus, der Fürstensaal und der Kaisersaal.

## Geschichte

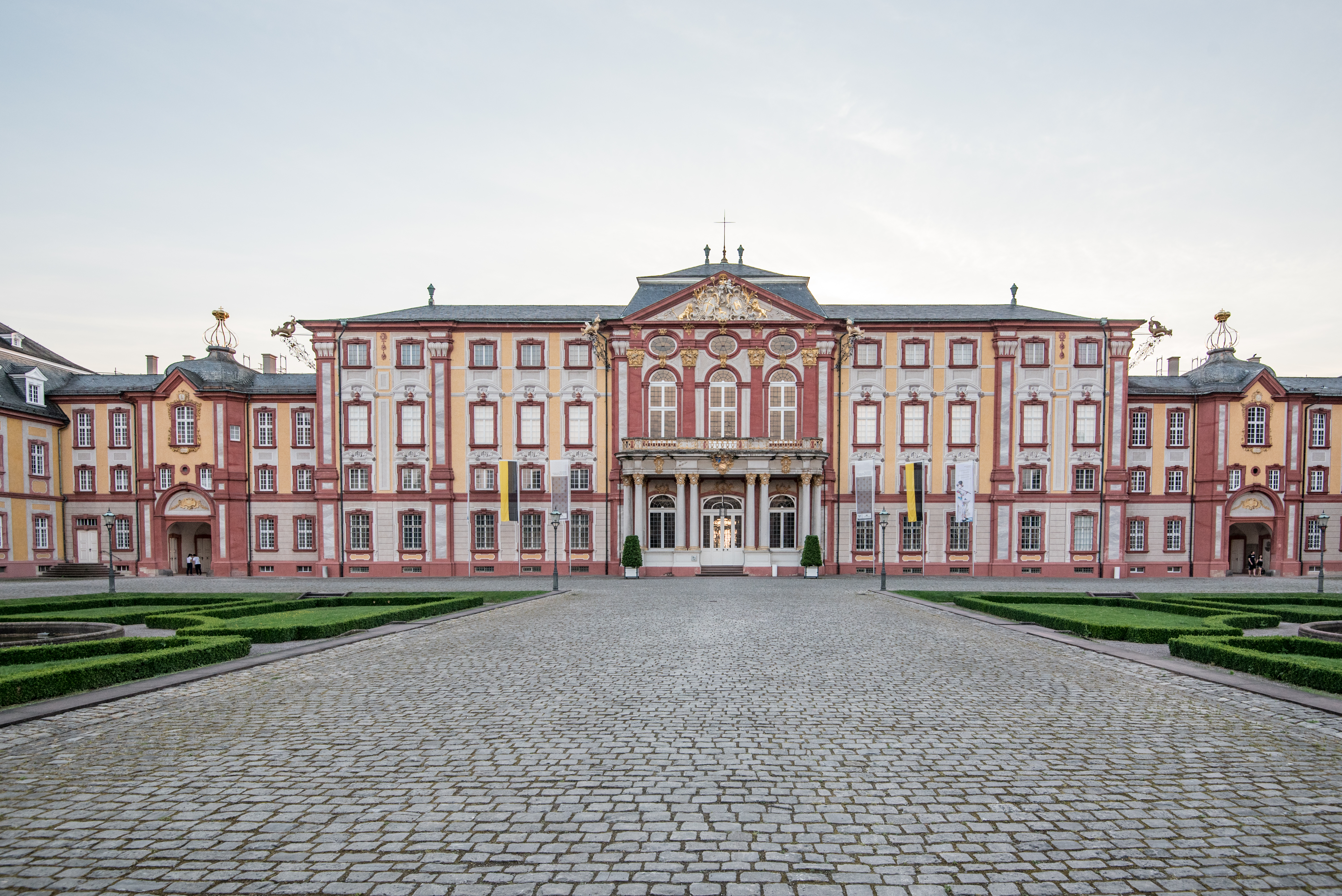
Schloss Bruchsal, Stadtseite

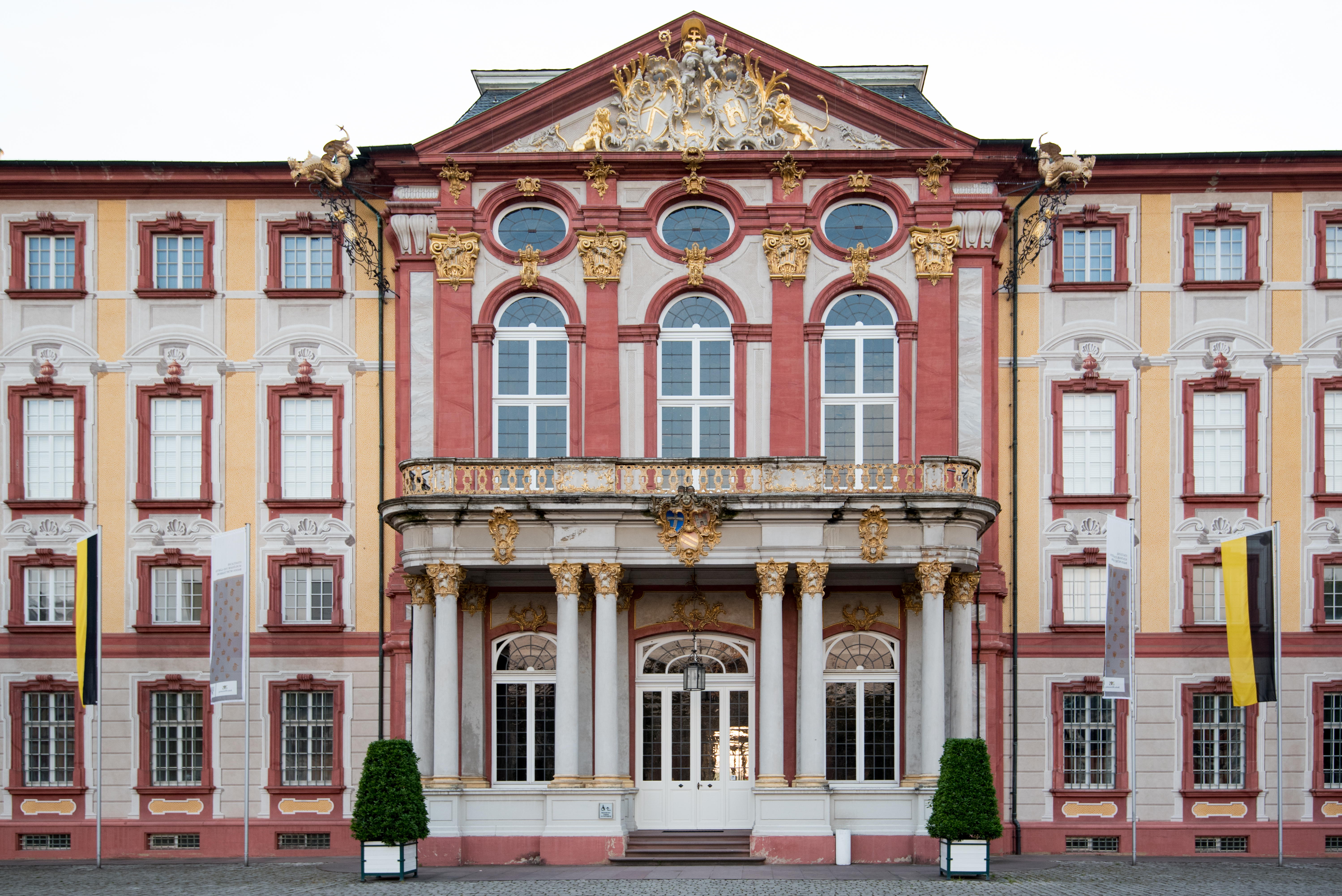
Mittelbau

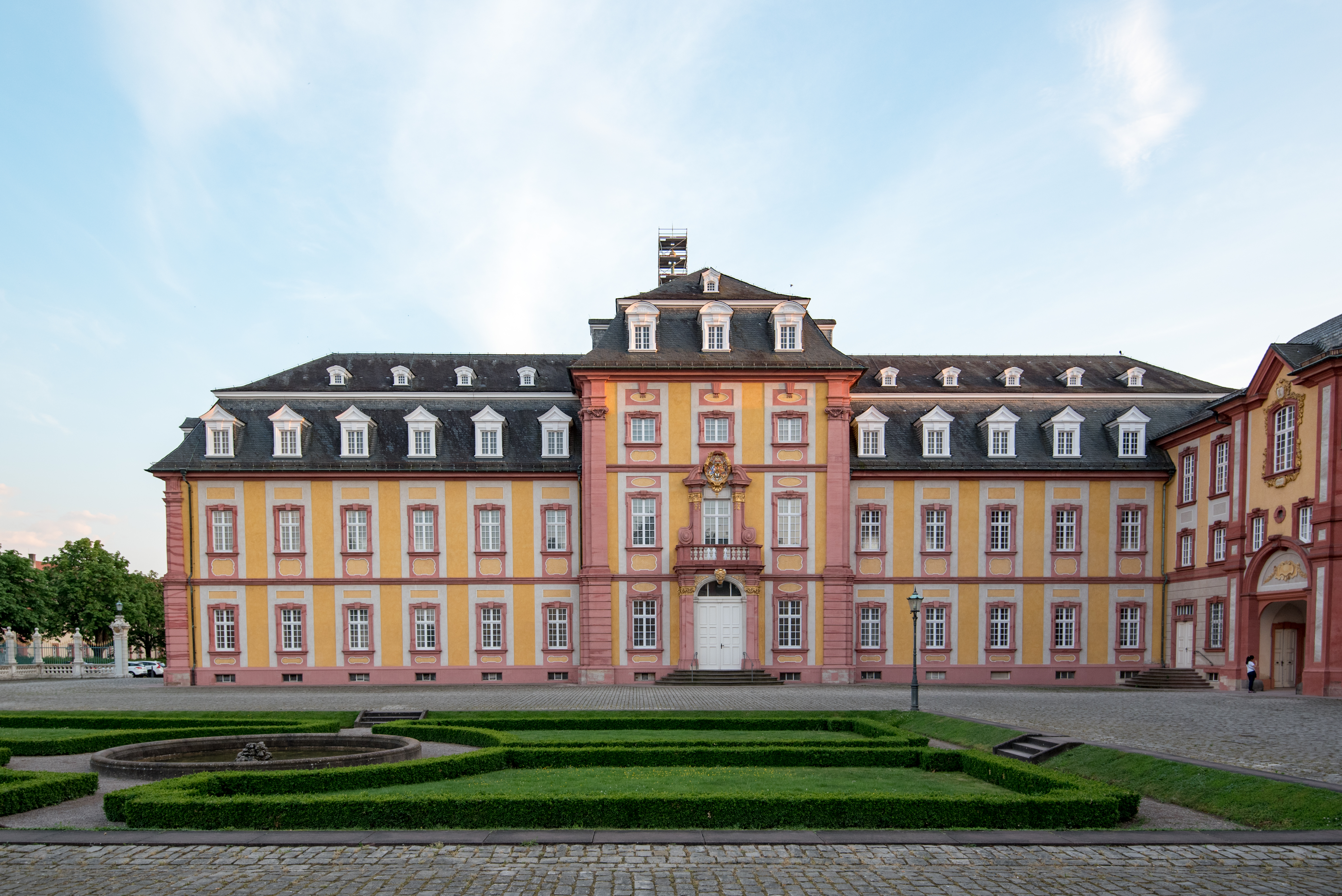
Kirchenflügel

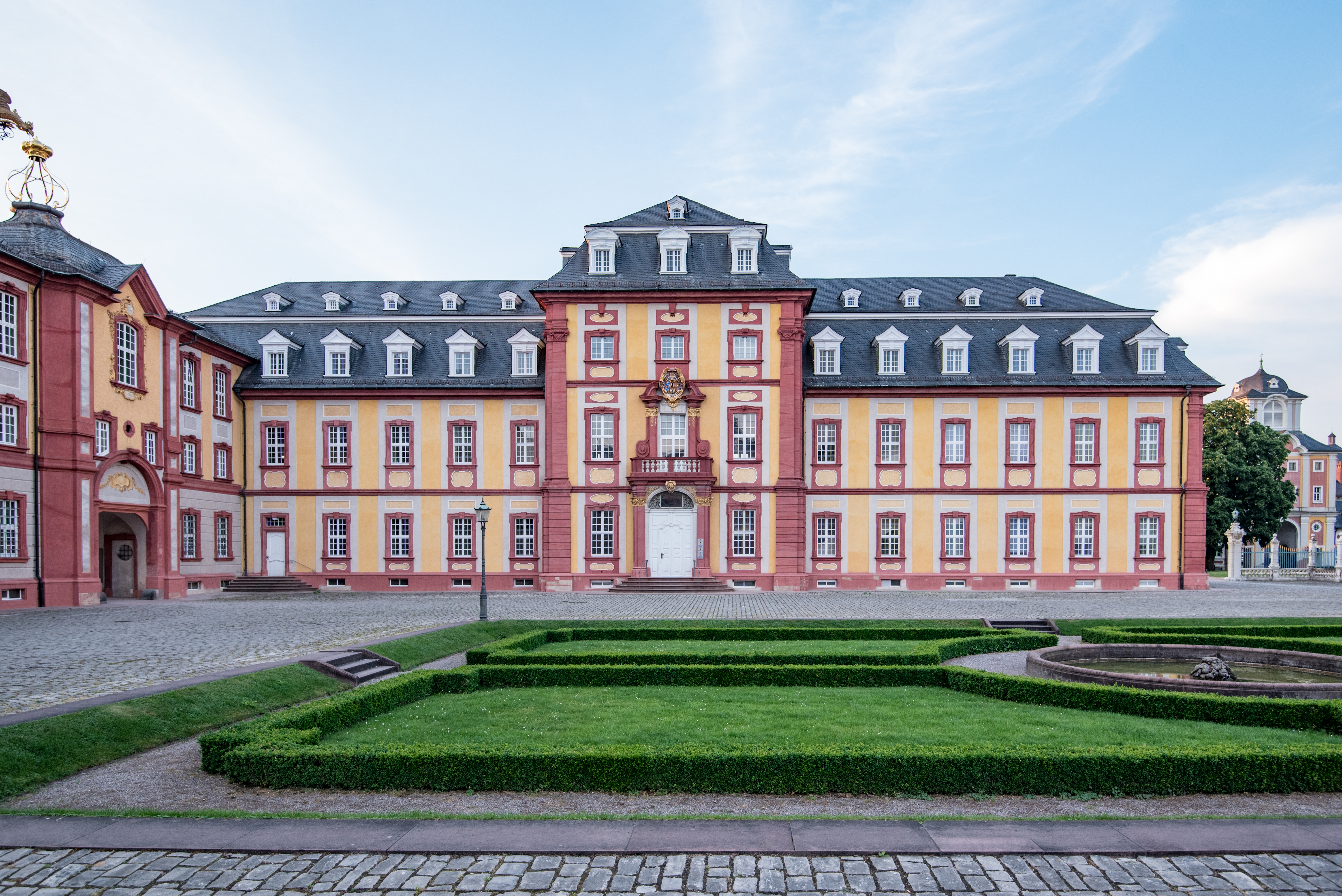
Kammerflügel

### 18. und 19. Jahrhundert
Das barocke Schloss aus Loßburger Sandstein wurde ab 1722 im Auftrag des Fürstbischofs Damian Hugo Philipp von Schönborn-Buchheim als Ersatz für die im Pfälzischen Erbfolgekrieg zerstörte Bischofspfalz Speyer errichtet. Es handelt sich um eine Dreiflügelanlage, die auf Planungen des kurmainzischen Oberbaudirektors Maximilian von Welsch zurückgeht. Sein Entwurf wurde ab 1722/23 von dem böhmischen Baumeister Balthasar Neumann überarbeitet, der 1731 schließlich die Bauleitung übernahm. Neumann entwarf auch zahlreiche andere Bauwerke für vier Kirchenfürsten aus dem Hause der Grafen von Schönborn. Entsprechend dem barocken Hofzeremoniell lagen in der nördlichen Hälfte des Mittelbaus (Corps de Logis) das fürstbischöfliche Appartement und in der südlichen das Gastappartement. Das erstere wurde später um drei Räume im Verbindungsbau erweitert.
Welsch hatte zunächst einen Mittelbau mit einem ähnlichen Grundriss geplant wie beim Schloss Weißenstein in Pommersfelden, das 1711–1718 unter Fürstbischof Lothar Franz von Schönborn erbaut worden war. Neumann legte mehrere neue Entwürfe für das zentrale Treppenhaus vor, von denen einer schließlich realisiert wurde. Er gilt als eine der gelungensten Lösungen für eine barocke Treppenanlage und sieht im Herzen des Mittelbaus ein zweiläufiges, vom Kuppelsaal überfangenes Treppenhaus vor, das zu den beiden Festsälen des Schlosses führt. Der Fürstensaal ist der zur Stadt gelegene Festsaal, der Kaisersaal (auch Marmorsaal) liegt in Richtung des Gartens. Ein Alternativentwurf sah im Treppenoval zwei zweiläufige Treppen mit halbrunden Wendepodesten vor, hätte allerdings nur einen schmalen Durchgang in den Gartensaal ermöglicht, der schließlich über eine angedeutete Grotte hergestellt wurde. Neben Neumann nahm der lombardische Kunstmaler Giovanni Francesco Marchini seine Tätigkeit im Schloss auf. Er malte in den Jahren 1731 bis 1736 die Fresken der Vorhalle (Vestibül), der Grotte sowie des Gartensaals. Auch die Fassadenmalerei des Mittelsbaus und der Orangeriebauten stammen aus der Hand Marchinis. Die Scheinarchitektur aufgemalter Wandvorsprünge ist von überragender Perfektion.
Die Innenausstattung im Stil des Rokoko wurde hauptsächlich unter Hugo Damians Nachfolger Franz Christoph von Hutten zum Stolzenberg gefertigt. Der Kaisersaal gehört zum architektonischen und programmatischen Zentrum der geistlichen Residenz. Die Fresken schildern in der Sprache der Mythologie eindrucksvoll Vergangenheit, Gegenwart und Zukunft des Hochstifts Speyer. Die Stuckaturen wurden erst 1755 von Johann Michael Feuchtmayer, die Fresken von Johannes Zick vollendet. Wohl auf Vermittlung Neumanns kam der bedeutende Kunstschreiner und Zierratenschnitzer Ferdinand Hundt in Bruchsal in die Dienste des Fürstbischofs und wird dort als Hofschreiner geführt. Hundt war zuvor stilprägend für die Rokokoausstattung in den südlichen Kaiserzimmern der Residenz Würzburg und in Schloss Seehof bei Bamberg tätig. Von 1751 bis 1758 war er zuständig für die in Holz geschnitzte, wandfeste Ausstattung, für Türfüllungen, zahlreiche Trumeauspiegelrahmen und wohl auch mehrere Konsoltische im Mittelbau. Sein herausragendes Zierratenschnitzwerk prägte als verbindendes Element die hochwertige Gestaltung in der Beletage mit dem Höhepunkt im sogenannten Watteau-Kabinett gemeinsam mit Januarius Zick.

### 20. und 21. Jahrhundert
In den Jahren 1900 bis 1909 wurde die lange verlorene, farbige Fassadengestaltung als richtungweisender Akt der modernen Denkmalpflege von Fritz Hirsch wiederhergestellt. Die Schlossanlage umfasst zahlreiche Gebäudeteile, darunter das Damianstor und die Hofkirche. In den letzten Tagen des Zweiten Weltkriegs wurde das Schloss im Zuge der Luftangriffe auf die Stadt am 1. März 1945 schwer getroffen und brannte aus; die Substanz des Treppenhauses überdauerte im Gegensatz zur Kuppel aber weitgehend die Zerstörungen. Die Ausstattung der Wohnräume der Beletage ging durch die Zerstörungen am Ende des Zweiten Weltkrieges fast vollständig verloren, da nur Weniges ausgelagert wurde. Der berühmte Thronsessel, mehrere Konsoltische und Trumeauspiegelrahmen sind erhalten geblieben und sind nun in der wiedereingerichteten Beletage ausgestellt. Von den im Krieg 1945 ausgebrannten Räumlichkeiten mit Arbeiten Ferdinand Hundts sind glücklicherweise noch rund vierhundert sehr gute schwarz-weiße Fotografien erhalten, die auch die bisherigen Rekonstruktionen ermöglichten.
Der Mittelbau wurde nach längeren Diskussionen um das Ob und Wie des Wiederaufbaus bis in die 1970er Jahre hinein als Museum rekonstruiert, der Kirchenflügel hingegen modern gestaltet. Originalgetreu wiederhergestellt wurden aber nur das Treppenhaus, der Fürstensaal und der Kaisersaal. Die übrigen Räume wurden in modernen, nüchternen Formen als Museumsräume gestaltet. Von 2008 bis 2017 erfolgte eine Wiederherstellung der ursprünglichen Raumaufteilung der 20 Räume der Beletage für eine Präsentation der erhaltenen Ausstattungsstücke, allerdings bisher ohne Rekonstruktion des Raumschmucks (Stuck und Boiserien). Im Gelben Zimmer sind noch geringe Stuckreste vorhanden. Das Watteaukabinett, eine außergewöhnliche Raumschöpfung, wurde bislang ebenfalls nicht wiederhergestellt. Die Räume auf der Gartenseite sind jedoch teils mit originalen Tapisserien ausgestattet worden.

## Beschreibung

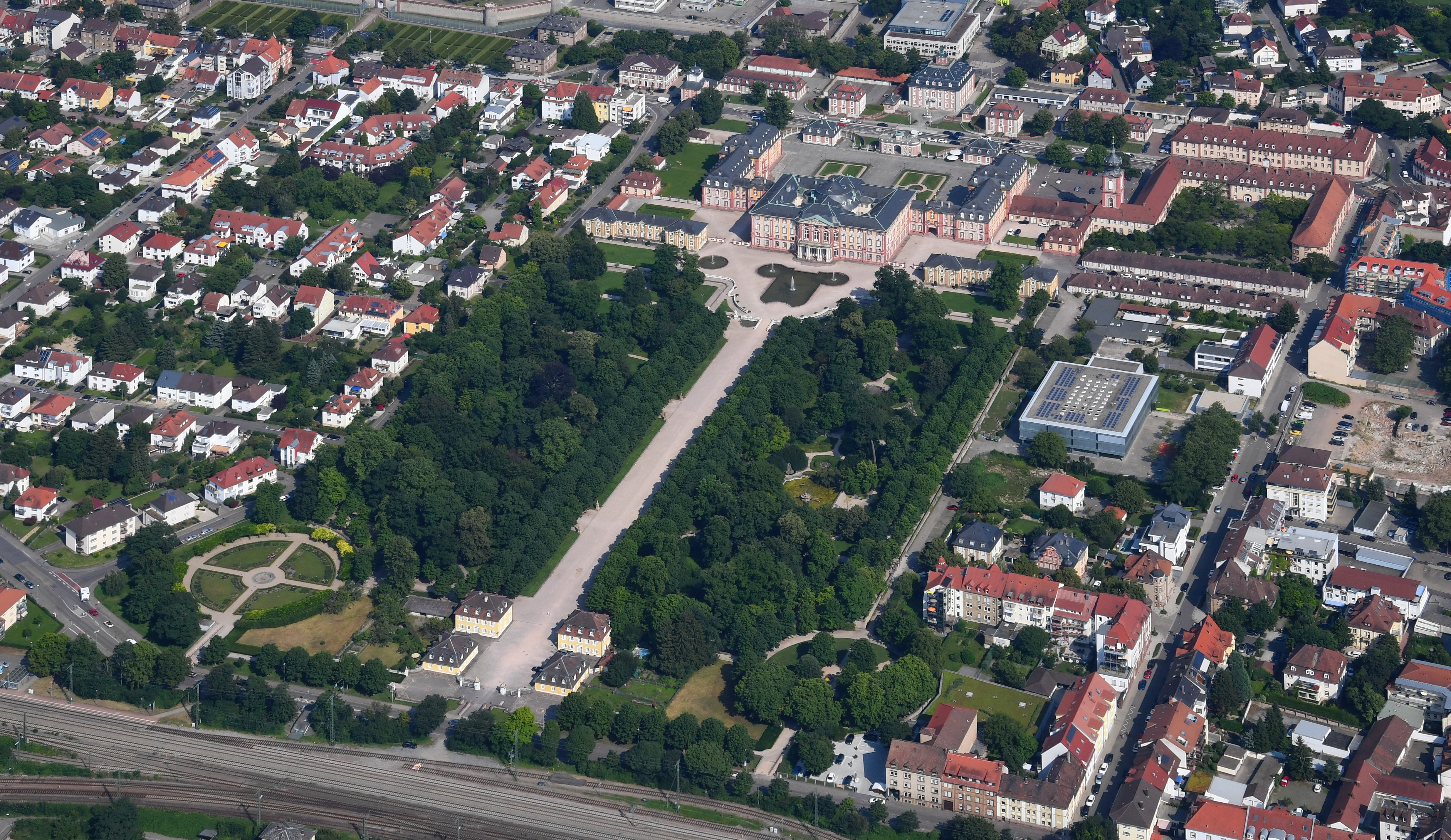
Schloss Bruchsal, Luftbild

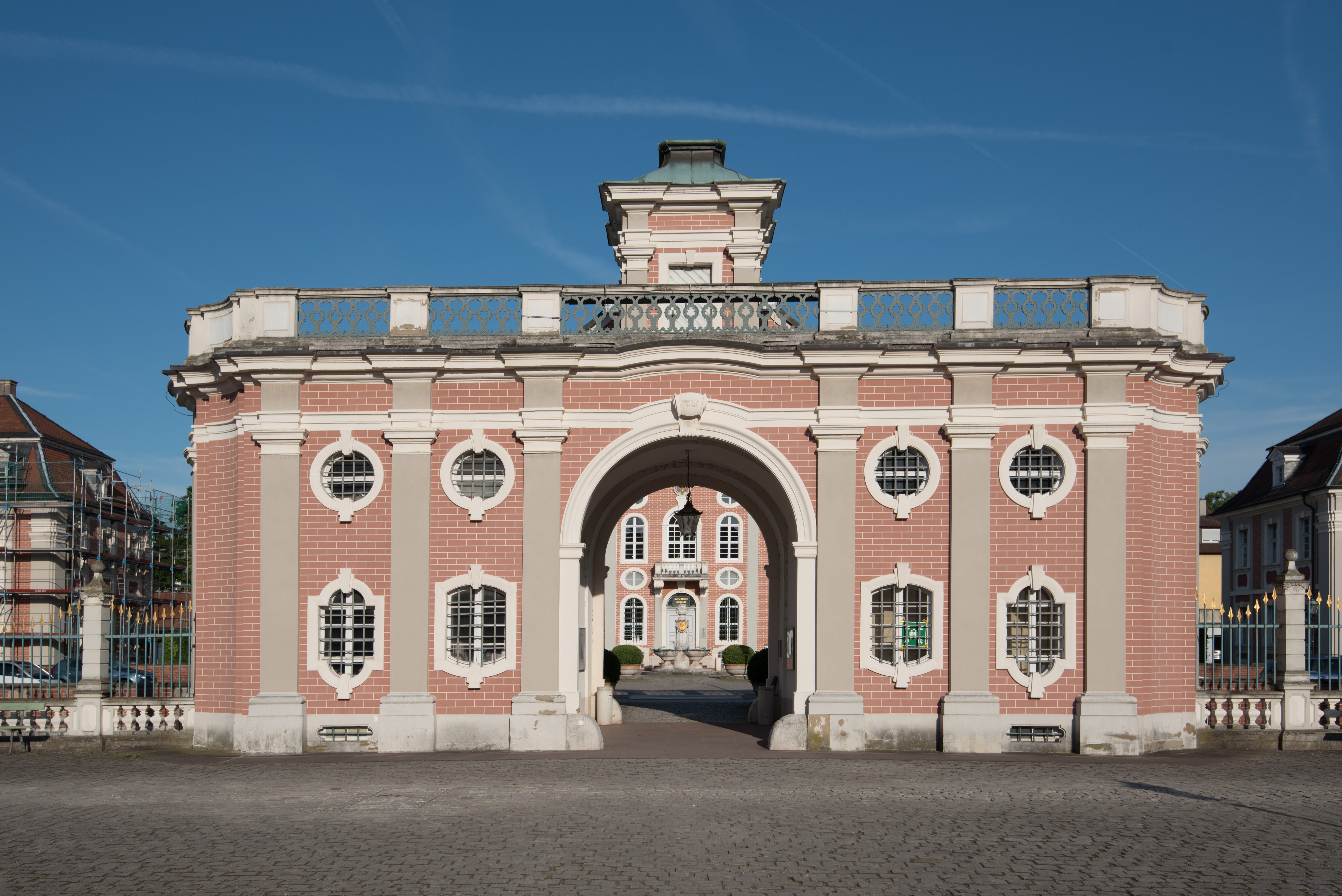
Schlosstor

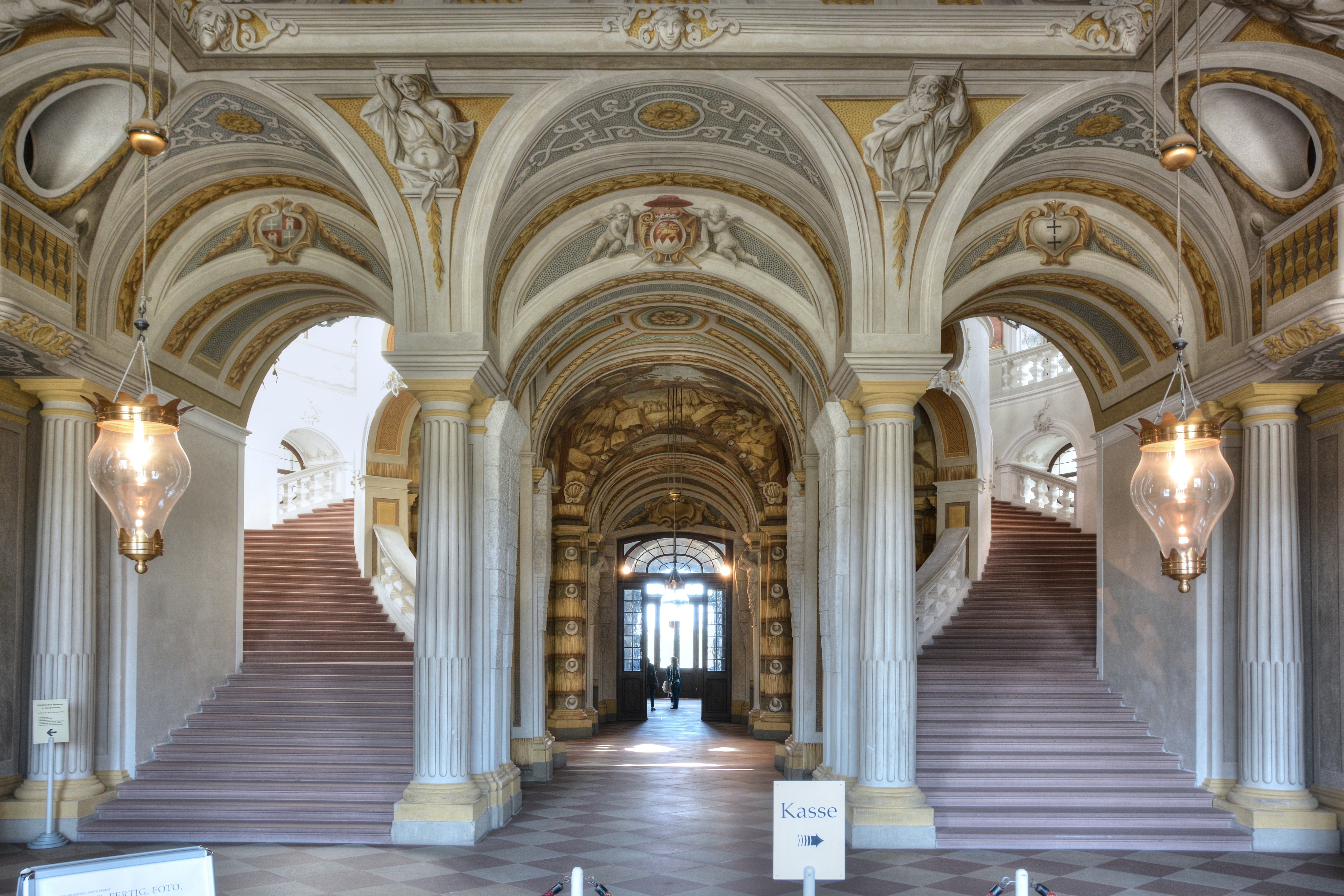
Treppenhaus

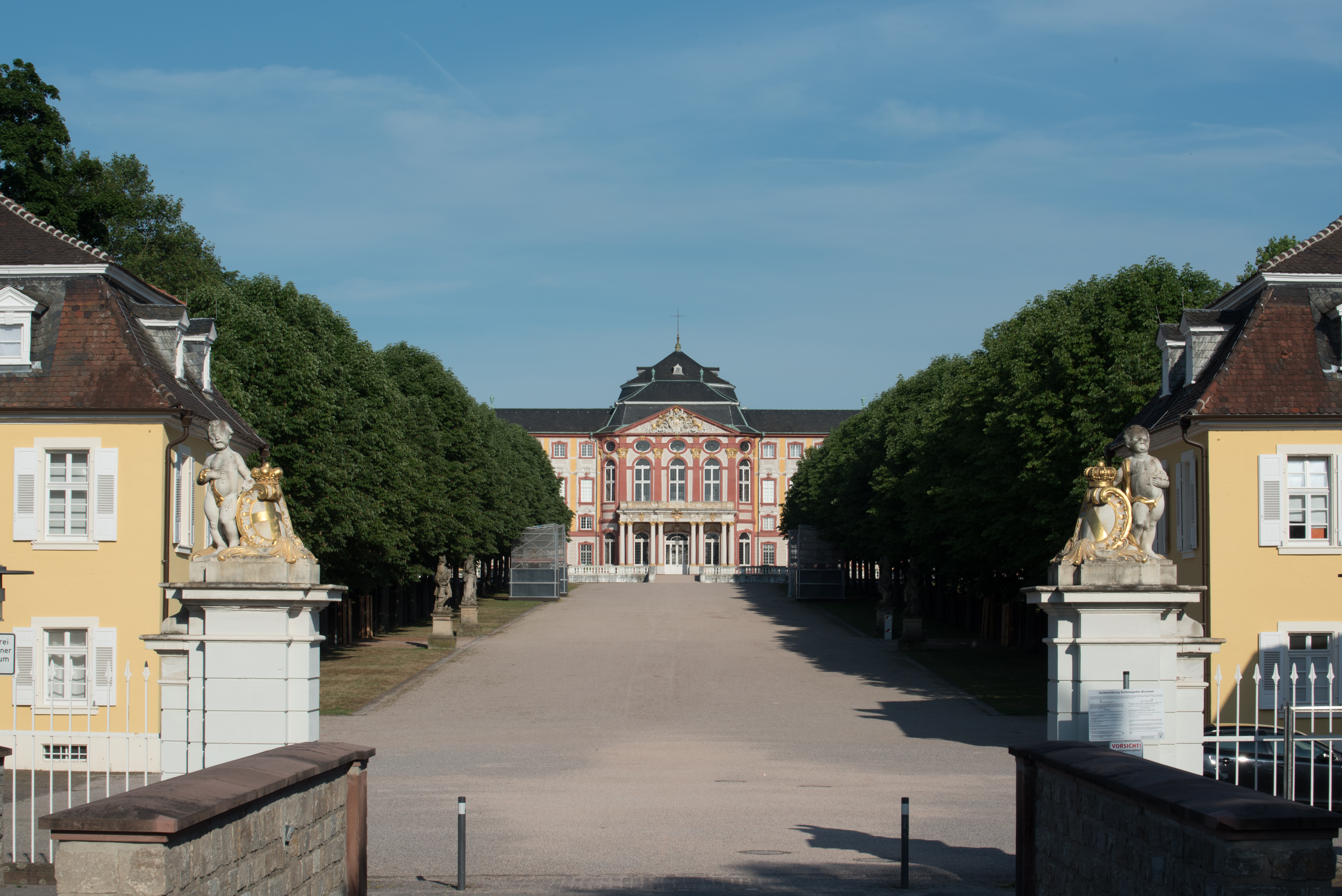
Gartentor

### Schlossanlage
Das Schloss ist eine weiträumige, im Wesentlichen symmetrische Barockanlage, die aus zahlreichen Einzelbauten besteht. Ursprünglich außerhalb des Stadtrandes errichtet, nimmt es Bezug auf ein mehr oder weniger rechtwinklig angelegtes Straßen- und Wegenetz der Lußhardt, in das auch die Schönborn-Schlösser Eremitage und Kislau eingebunden sind. Im Übrigen kollidiert das Schönborn’sche Wegenetz mit dem strahlenförmig angelegten Karlsruher Allee-System. Die Bruchsaler Schlossachse endet bei Graben-Neudorf, ebenso wie eine Achse des Karlsruher Schlosses.
Der Mittelbau (Corps de Logis) des Schlosses stellt seinerseits eine Besonderheit dar, da es sich dabei quasi um eine kleine Vierflügelanlage handelt mit zentralem Kuppelbau mit dem Neumannschen Treppenhaus, der einen engen Raum für zwei Innenhöfe freilässt. Die zentrale Kuppel überragt den Mittelbau nur unwesentlich und tritt von außen erst ab einer größeren Distanz in Erscheinung. Nur in diesem Gebäudeteil wurden die Innenräume teilweise originalgetreu rekonstruiert, neben dem Treppenhaus vor allem der Fürsten- und Kaisersaal im Obergeschoss. Im Erdgeschoss sind die Räume teilweise unversehrt erhalten geblieben. Dazu gehören insbesondere die Grotte im Treppenhaus, der Gartensaal (Sala terrena) unter dem Kaisersaal und der südliche Eckraum des Hauptbaus mit naturalistischen Wandmalereien.
Im Norden und Süden wird der Mittelbau, dessen Frontlänge 57 Meter beträgt, von Seitenflügeln (Kammer- und Kirchenflügel) flankiert. Sie umschließen den 116 Meter breiten und 62 Meter tiefen Ehrenhof. Den östlichen Abschluss des Ehrenhofes bildet das Torwachtgebäude, das ähnlich wie in Schwetzingen von zwei Wachhäuschen flankiert wird, hier Hofkontrollamt und Hofzahlamt genannt. Letzteren entsprechen gegenüber der Schönbornstraße die ehemalige Kommandantenwohnung und das ehemalige Forstamt, die ihrerseits von Remisen flankiert werden. Das zentrale Gebäude ist hier die ehemalige Kanzlei (heute Amtsgericht), die den östlichen Abschluss der Schlossachse bildet. Sämtliche Gebäude sind mit Backsteinmalereien versehen, rekonstruiert nach Resten an den Remisen. Diese wurden angeregt durch Damian Hugo, der vor seiner Wahl zum Bischof in Holland weilte. Vor den Wachhäusern und ihren Pendants liegen heute trocken gefallene Wassergräben, auch eine Parallele zur Situation am Schwetzinger Schloss, was Bruchsal damit ebenso wenig zu einem Wasserschloss macht.
Die Schönbornstraße (Bundesstraße 3, hier nahezu identisch mit dem Verlauf der Römerstraße entlang der Bergstraße), die quer durch den Schlossbereich verläuft, schließt im Norden mit dem Damianstor ab, Stadt- und Schlosstor zugleich, welches aber nie militärischen, sondern nur rein repräsentativen Zwecken diente. Im Süden, zur Stadt hin, wird sie durch den Großen Dienerbau und das Priesterseminar flankiert. Durch diese Gebäude ergibt sich die größte Abweichung von der strengen Symmetrie der Schlossanlage. Um letztere nicht zu stören, wurde der Turm der Hofkirche auf der vom Ehrenhof abgelegenen Seite errichtet. Hinter dem Priesterseminar liegt als Ökonomiegebäude der sogenannte Bandhof.

### Gartenanlage
Der Garten ist im Vergleich zu den Dimensionen der Schlossgebäude verhältnismäßig klein. Er war bereits in den Plänen des kurmainzischen Gartenarchitekten Maximilian von Welsch vorgesehen und wurde gleich zu Beginn der ersten Bauarbeiten am Schloss nach dem Schema der Le Nôtre’schen Gartenarchitektur angelegt. Die ursprüngliche Anlage des Gartens mit Schlossterrasse und Parterre mit Borderien, wie sie in Plänen des 18. Jahrhunderts zu sehen ist, konnte durch gezielte Grabungen bestätigt werden. Später wurde er in einen Englischen Garten umgewandelt. 1979–1989 wurde der Garten durch Karl Bauer grundlegend saniert, wobei die Gestaltung als Englischer Garten beibehalten wurde.
Den Übergang zwischen Schloss und Garten markieren zwei symmetrisch angelegte Orangeriegebäude, die ab 1725 von Rohrer erbaut wurden und 1732 Fassadenmalereien durch Marchini erhielten. Das leicht abfallende Gelände ermöglichte die Anlage einer Schlossterrasse mit Brunnenbecken mit fünf Fontänen, Balustraden und vorgelagertem Wassergraben. Diese Terrasse gilt für Barockgärten als einzigartig. Den einzigen Gartenschmuck bilden Kopien von 12 Statuen von Joachim Günther, die um 1750 ursprünglich für Bruchsal geschaffen wurden. An der Schlossterrasse stehen vier Hellebardiere, im Parterre die Allegorien der vier Jahreszeiten, deren Originale sich heute im Besitz der Harvard-Universität befinden, sowie die Allegorien der vier Elemente. Deren Originale befinden sich heute im Gartensaal (Sala terrena) des Schlosses.
Nach Westen hin schließt der Garten durch ein Puttenportal ab, das durch vier Wohnungen für Kammerdiener, Hofgärtner, Hofkaplan und Hofjäger gesäumt ist. Flankiert wird der westliche Abschluss durch zwei sogenannte Circulgebäude, kreisrunde, durch niedrige Mauern eingefasste Gartenabschnitte. Fortgesetzt wird die Gartenachse durch eine Allee, heute durch die Bahnlinie abgetrennt, die bis nach Graben-Neudorf reicht.

## Nutzung

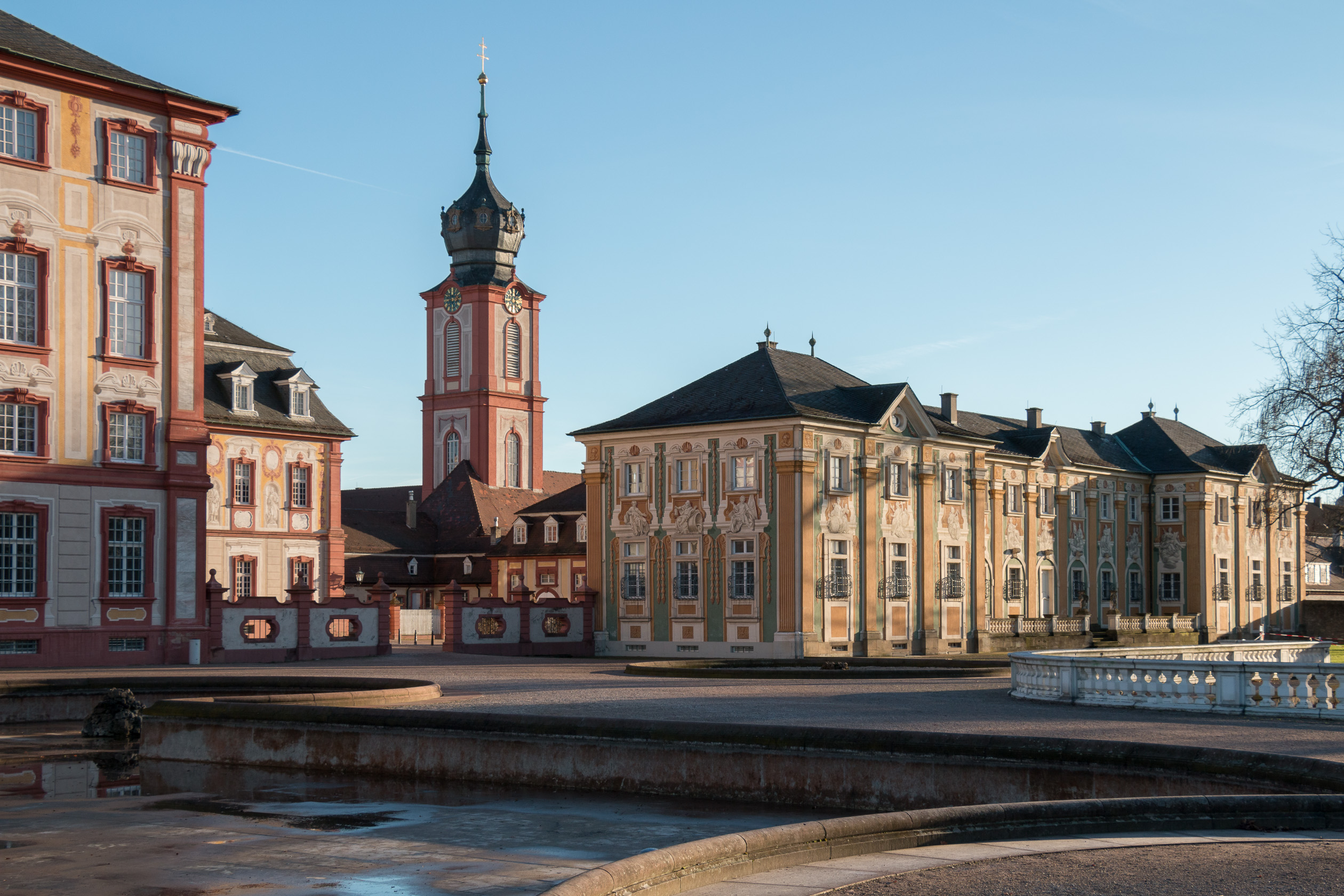
Schloss, Hofkirche und Orangerie

Schloss Bruchsal ist für Besichtigungen geöffnet. Es zählt zu den landeseigenen Monumenten und wird von den Staatlichen Schlössern und Gärten Baden-Württemberg verwaltet. Im Schloss befindet sich das Deutsche Musikautomaten-Museum (DMM), eine Außenstelle des Badischen Landesmuseums. Das DMM zeigt eine der europaweit größten Ausstellungen selbstspielender Instrumente. In zum Schloss gehörenden Gebäuden ist auch das Amtsgericht Bruchsal untergebracht. Über das ganze Jahr wird das Schloss gelegentlich zu öffentlichen Veranstaltungen und Messen genutzt, wie die Schlossweihnacht oder die jährlich stattfindende Diga Gartenmesse im Bruchsaler Schlosspark.
Im Schloss befinden sich verschiedene Museen und Ausstellungen. Die Dauerausstellung Gebaut, Zerstört, Wiedererstanden dokumentiert die Zerstörung des Bruchsaler Schlosses am 1. März 1945. Trümmerfunde und Handwerkstechniken aus dieser Zeit und dem 18. Jahrhundert ergänzen diesen Ausstellungsteil. Nur mit Sonderführungen ist das Lapidarium zu besichtigen, welches originale Überreste (Wappen, Kapitelle, Stücke von Balustraden etc.) nach der Zerstörung der Anlage 1945 dem Besucher zur Schau stellt.
Das Städtische Museum Bruchsal im dritten Obergeschoss gibt Einblick in die Geschichte Bruchsals von der Steinzeit bis heute. Schwerpunkte werden auf die Revolution von 1848/1849 und die Zerstörung der Stadt im Zweiten Weltkrieg gelegt. Daneben bietet das Museum für Schulklassen und Reisegruppen experimentelle Archäologie an sowie einen weiteren Ausstellungsteil über die Justizvollzugsanstalt Bruchsal. Des Weiteren sind im Deutschen Musikautomatenmuseum rund 500 Musikautomaten aus der Zeit des 17. Jahrhunderts bis in die Neuzeit ausgestellt.